# Чон Тэ Се
Чон Тэ Се, по-корейски правильнее Чон Дэ Се (кор. 정대세; 2 марта 1984, Нагоя) — северокорейский футболист, нападающий. Выступал в сборной КНДР.

## Биография
Чон Тэ Се родился в японском городе Нагоя префектуры Айти в семье дзайнити («постоянных этнически корейских жителей Японии»). Его родители хотели дать сыну образование северокорейского образца, поэтому он посещал учебные заведения, основанные и спонсируемые правительством КНДР, в частности — токийский Корейский университет.
Европейским чукгук Тэ Се увлёкся в начальной школе. Учась в университете (на отделении физической культуры), он уже готовился к карьере футболиста. Получив образование, спортсмен заключил контракт с «Кавасаки Фронтале».
С 2006 по 2010 годы Чон провёл за клуб из Кавасаки около ста матчей, забив более сорока голов. Примечательно, что в период, в течение которого кореец защищал цвета «дельфинов», последние добились наибольших успехов в чемпионате Японии, трижды (2006, 2008, 2009) выиграв «серебро», а также дебютировали на международной арене.
В 2006 году одновременно с дебютом в Джей-лиге состоялся дебют Чона в сборной КНДР. В первых двух матчах за национальную команду форвард отправил в ворота соперников (Монголии и Макао) восемь мячей.
Чон Тэ Се получил хвалебные отзывы мировой спортивной прессы после товарищеского матча КНДР — Греция (2:2), прошедшего в рамках подготовки двух сборных к чемпионату мира 2010. В этой игре форвард дважды сравнял счёт, продемонстрировав незаурядное индивидуальное мастерство — дриблинг на высокой скорости и мощнейший, «неберущийся» удар.
3 июля 2010 года заключил четырёхлетний контракт с немецким «Бохумом».